# Periphery
A Periphery amerikai progresszív metalegyüttes 2005-ben Washingtonban alapította Misha Mansoor gitáros, producer. Az első években sok tagcserén átesett a zenekar. Stílusukat a svéd Meshuggah zenei nyomdokain haladva fejlesztették ki, hasonlóan más együttesekhez, akiket a szaksajtó aztán a djent megjelöléssel címkézett fel.
A Periphery 2010-ben szerződött a Sumerian Records kiadóhoz, ahol még abban az évben megjelent első albumuk. 2012 elején egy hónapon át a Dream Theater előzenekaraként turnéztak Európában. A turné után stúdióba vonultak, hogy elkészítsék a Periphery II: This Time It's Personal című második nagylemezt, ami azon a nyáron kiadásra is került. 2015-ben jelent meg a Periphery addigi legnagyobb vállalkozásának eredménye, a  Juggernaut: Alpha és Juggernaut: Omega kétrészes konceptalbum, melyen az együttes tagjai éveken keresztül dolgoztak. Alig másfél évvel később, 2016 nyarán már érkezett is a következő stúdióalbum, a Periphery III: Select Difficulty. A lemezről a The Price Is Wrong című nyitótételt Grammy-díjra jelölték a "Best Metal Performance" kategóriában.

## Tagok
Jelenlegi felállás
- Spencer Sotelo – ének (2010–napjainkig)
- Misha Mansoor – szólógitár, programozás (2005–napjainkig), dobok (2005)
- Jake Bowen – gitár, programozás (2007–napjainkig)
- Mark Holcomb – gitárok (2011–napjainkig)
- Matt Halpern – dobok (2009–napjainkig)

Korábbi tagok
- Anthony Marshall – szólógitár (2005)
- Jason Berlin – dobok (2005)
- Travis Orbin – dobok (2005–2009)
- Alex Bois – gitárok (2005–2011)
- Tom Murphy – basszusgitár (2005–2011)
- Jake Veredika (alias Jacob Tull) – ének (2005–2007)
- Casey Sabol – ének (2007–2008)
- Chris Barretto – ének (2008–2010)
- Adam "Nolly" Getgood – basszusgitár, gitár (2009, 2012–2017)

Turné-kisegítők
- John Browne – gitárok (2011)
- Jeff Holcomb – basszusgitár (2011–2012)
- JP Bouvet – dobok (2017)

## Diszkográfia
- Periphery (2010)
- Icarus (EP, 2011)
- Periphery II: This Time It's Personal (2012)
- Clear (EP, 2014)
- Juggernaut: Alpha (2015)
- Juggernaut: Omega (2015)
- Periphery III: Select Difficulty (2016)
- Periphery IV: Hail Stan (2019)
- Periphery V: Djent Is Not a Genre (2023)